# Mohammed Akbar

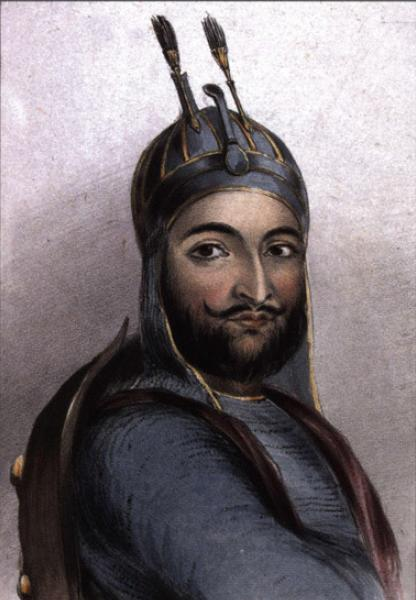
Mohammed Akbar

Wazir Mohammed Akbar Khan (paschtunisch وزير محمد اکبر خان‎; * 1816; † 1845) war ein afghanischer Militärführer und späterer Emir. Er befehligte die Afghanen während des Ersten Anglo-Afghanischen Kriegs.

## Leben
Akbar war ein Sohn Dost Mohammeds, des Herrschers von Afghanistan und Begründers der Baraksai-Dynastie. In der ersten Phase des Anglo-Afghanischen Kriegs gelang es den Briten, Kabul einzunehmen, und Resident William Macnaghten schickte Dost Mohammed ins indische Exil. 
Im Laufe des Jahres 1841 kam es zum allgemeinen Aufstand und der Belagerung der britischen Garnison in Kabul. Die Ankunft von Mohammed Akbar mit 6.000 Mann in Kabul verschärfte die Situation. Am 23. Dezember 1841 kam es nach Verhandlungen zu einer Schlacht zwischen Macnaghten und Akbar am Fluss Kabul, bei dem Macnaghten getötet wurde. Am 6. Januar 1842 begann der Rückzug der britischen Garnison unter Generalmajor Elphinstone. Sie versuchten, die Garnison in Dschalalabad, ca. 140 km entfernt zu erreichen. Der Zug bestand aus ca. 12.000 Zivilisten, 690 britischen und 2.840 indischen Soldaten. Bereits beim Verlassen der Garnison wurden sie von Mohammed Akbar angegriffen. Die Angriffe setzen sich fort und die versprochene Eskorte erschien nicht. Unterwegs kam es zu mehreren Verhandlungen mit Akbar und man ließ Geiseln zurück, am 11. Januar sogar Elphinstone selbst. Die letzten britischen Überlebenden – zwanzig Offiziere und fünfundvierzig Soldaten hauptsächlich vom 44th East Essex Regiment – wurden am Morgen des 13. Januar in der Schlacht von Gandamak getötet oder gefangen genommen. Nur dem britischen Militärarzt Dr. Brydon gelang am Nachmittag des 13. Januar die Flucht nach Dschalalabad.
Ab November 1841 führte Mohammed Akbar die Belagerung von Dschalalabad. Am 28. Februar, 2. März und 3. März 1842 griff er das Fort erfolglos an. Am 1. März, 24. März und 1. April unternahmen die britischen Verteidiger Ausfälle. Am 5. April erreichte die falsche Nachricht das Fort, eine Entsatzarmee unter George Pollock sei am Chaiber-Pass geschlagen worden. Am Abend wurde aber bekannt, dass Pollock siegreich gewesen war. Trotzdem entschied Sale sich zu einem Angriff auf die Belagerungsarmee. Bei Sonnenaufgang des 7. April begannen die britischen Truppen in drei Kolonnen ihren Angriff. Um sieben Uhr war Akbar Khan geschlagen und floh nach Kabul. Das Lager der Afghanen fiel in die Hände der Briten.
Im Mai 1842 wurde Akbar Khan in Kabul der neue Emir von Afghanistan. Er regierte bis zu seinem Tod 1845. 